# Eridanos (Athene)

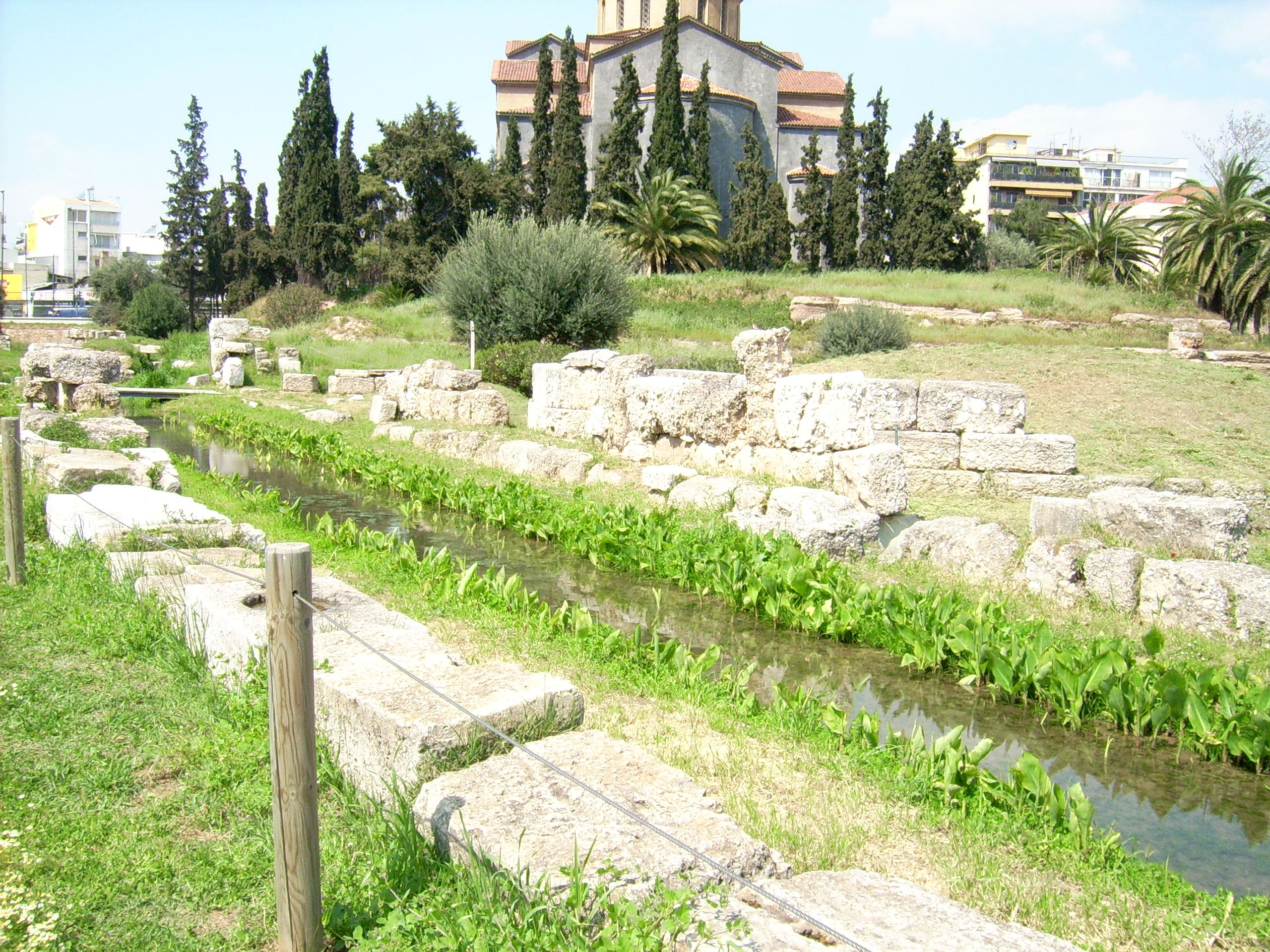
De Eridanos in 2008

De Eridanós (Grieks: Ηριδανό) is de naam van een Attische beek die door het antieke Athene stroomde. 
De beek ontsprong ten noordoosten van de ommuurde stad, op de flank van de Lycabettus-heuvel, stroomde door het noordelijke deel van de antieke stad en verliet deze weer via de Heilige Poort, om enkele kilometers verder uit te monden in de Cephissus.